# New Cumnock Old Church

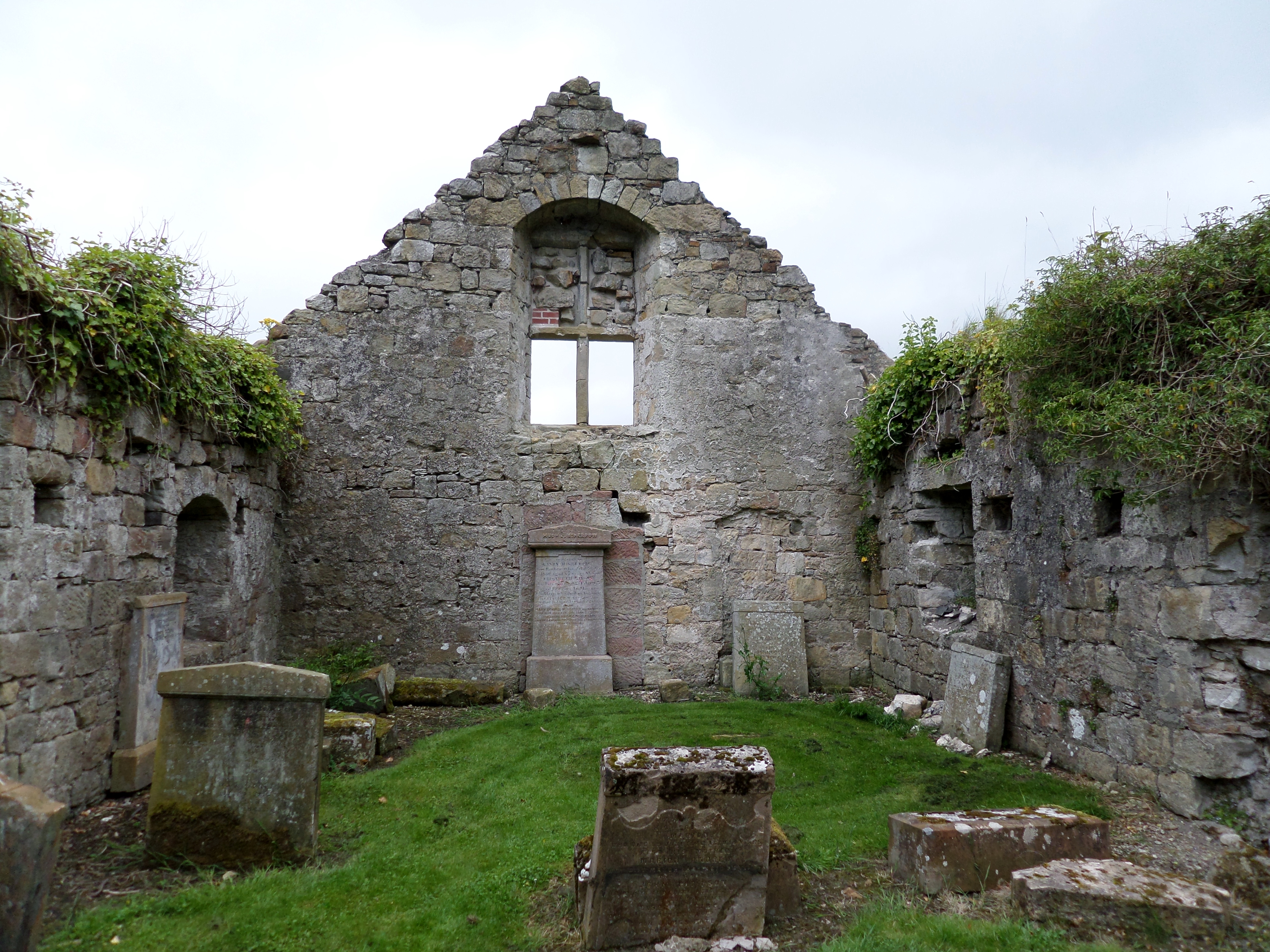
'Auld Kirk' in New Cumnock, East Ayrshire, Schottland (2015)

Die New Cumnock Old Church ist eine Kirchenruine in der schottischen Ortschaft New Cumnock in der Council Area East Ayrshire. 1971 wurde das Bauwerk in die schottischen Denkmallisten in der Denkmalkategorie B aufgenommen.

## Beschreibung
Die New Cumnock Old Church liegt an der Straße Castlehill im Ortszentrum von New Cumnock. Eine Jahresangabe auf einem Fenstersturz weist das Baujahr als 1659 aus. Manchmal wird in der Literatur auch das Jahr 1657 genannt. Mit der Errichtung der Martyrs Parish Church in den 1830er Jahren, wurde das Gebäude obsolet und ist heute nur noch als Ruine erhalten. Der Bau besitzt einen T-förmigen Grundriss und weist Elemente der gotischen Architektur auf. Obschon das Dach der Kirche eingestürzt ist, sind die Außenmauern nahezu in voller Höhe erhalten. Es sind sowohl rechteckige als auch Spitzbogenfenster verbaut. Der Innenraum ist heute grasüberwachsen. Vorhandene Grabsteine weisen Daten bis in die erste Hälfte des 19. Jahrhunderts auf und spiegeln die Nutzungsperiode der Kirche wider.